# 北海道道114号赤平奈井江線
北海道道114号赤平奈井江線（ほっかいどうどう114ごう あかびらないえせん）は、北海道赤平市と空知郡奈井江町を結ぶ道道（主要地方道）である。

## 概要

### 路線データ
- 起点：北海道赤平市字豊里（国道38号上）
- 終点：北海道空知郡奈井江町字奈井江（国道12号交点）
- 総延長：29.552 km
- 実延長：29.510 km
- 重用延長：0.042 km

### 道路管理者
- 空知総合振興局 札幌建設管理部 滝川出張所

## 歴史
- 1982年（昭和57年）9月30日 - 1011号として路線認定[1]。
赤平市茂尻 - 上砂川町中央は道道23号赤平砂川線から、上砂川町中央 - 奈井江町奈井江は道道121号奈井江上砂川線からの昇格である。道道23号の残り区間は道道1012号芦別砂川線（現115号）の一部となった。
- 1993年（平成5年）5月11日 - 建設省から、道道赤平奈井江線が赤平奈井江線として主要地方道に指定される[2]。
- 1994年（平成6年）10月1日 - 路線番号を114号に変更[3]。
- 2012年（平成24年）4月24日 - 午前9時頃文殊峠土砂崩れによりこの区間が通行止め[要出典]。
2012年（平成24年）5月7日 - 文殊峠土砂崩れ箇所の迂回路が完成。仮復旧[要出典]。
2013年（平成25年）1月31日 - 線形改良を兼ねて作られた新道が開通。片側交互通行解除[要出典]。

## 路線状況

### 道路施設

#### 主なトンネル
- 新歌志内トンネル (1,025 m)
- 上砂川トンネル (310 m)

#### 道の駅
- 道の駅うたしないチロルの湯（歌志内市字中村）

## 地理

### 通過する自治体
- 空知総合振興局
  - 赤平市
  - 歌志内市
  - 空知郡上砂川町
  - 空知郡奈井江町

### 交差する道路
赤平市
- 国道38号 - 字豊里（起点）
- 北海道道227号赤平滝川線 - 字赤平
- 国道38号 - 字赤平

歌志内市
- 北海道道691号赤平歌志内線 - 本町
- 北海道道1027号砂川歌志内線 - 歌神
- 北海道道627号文珠砂川線 - 文珠

上砂川町
- 北海道道115号芦別砂川線 - 字上砂川

奈井江町
- E5 道央自動車道 奈井江砂川IC - 字奈井江白山
- 北海道道1130号砂川奈井江美唄線 - 字東奈井江
- 国道12号 - 字奈井江（終点）

### 沿線にある施設など
赤平市
- Aコープあかびら店
- 赤平市役所
- 赤平泉町郵便局
- JR北海道 根室本線 赤平駅
- あかびら市立病院
- 赤平市立赤平中央中学校
- 赤平市消防本部・消防署
- 赤平郵便局
- 赤歌警察署
- 赤平総合体育館
- 赤平市民プール
- 北海道銀行赤平支店
- 赤平東郵便局
- 赤平市炭鉱歴史資料館

歌志内市
- 歌志内市立歌志内小学校
- 東光児童館
- 歌志内市消防本部・消防署
- 歌志内郵便局
- 歌志内市立図書館
- 歌志内市役所
- 歌志内市立病院
- 神威郵便局
- 歌志内市営プール
- 歌志内市民体育館
- 文珠郵便局
- 歌志内市立歌志内中学校

上砂川町
- 上砂川町役場
- 上砂川郵便局
- 砂川地区広域消防組合砂川消防署上砂川支所
- 上砂川町無重力科学館
- かみすながわ炭鉱館